# Gamaudi
Gamaudi (en népalais : गमौडि) est un comité de développement villageois du Népal situé dans le district de Dailekh. Au recensement de 2011, il comptait 3 203 habitants.